# نادية مجمج
نادية مجمج، (مواليد 20 مارس 1974) هي لاعبة بارالمبية في سباقات المضمار والميدان من الجزائر، تنافس عادةً في الفئة F56 في دفع الجلة ورمي القرص ورمي الرمح.
شاركت نادية في دورة الألعاب البارالمبية الصيفية 2008 والتي أقيمت في بكين وحصلت فيها على الميدالية البرونزية في سباقي دفع الجلة عن فئة F57/F58  سيدات ورمي القرص عن فئة F57/F58.
كما مثّلت ناديا الفريق الجزائري في ألعاب القوى البارالمبية في الألعاب البارالمبية الصيفية 2016 في ريو دي جانيرووحصلت على فضيّتين في رمي الرمح ودفع الجلة.

## وصلات خارجية
- نادية مجمج على موقع Paralympic.org (الإنجليزية)
- نادية مجمج على موقع IPC.InfostradaSports.com (مؤرشف) (الإنجليزية)

- Nadia Medjmedj's profile on paralympic.org; 2004 & 2012 listed as Nadia Medjmedj